# The Islander
«The Islander» (в переводе с англ. — «Островитянин») — пятый сингл с альбома Dark Passion Play финской метал-группы Nightwish. Сингл был выпущен 21 мая 2008 года. На нём присутствуют также видео «The Islander», снятое осенью 2007 года в Рованиеми, и «Bye Bye Beautiful». Режиссёр — Стобе Харью. Видео вышло на экран 14 апреля в 19:00 по финскому времени на шоу телеканала MTV «Spanking New».

## Список композиций
1. The Islander (Edit)
2. The Islander (полноформатная версия)
3. The Escapist (инструментал)
4. Meadows Of Heaven (оркестровая версия)

## Состав
- Туомас Холопайнен — клавишные, композитор
- Анетт Ользон — вокал
- Эмппу Вуоринен — гитара
- Марко Хиетала — бас-гитара, вокал, композитор
- Юкка Невалайнен — ударные